# هامیلتون (کنتاکی)
هامیلتون (به انگلیسی: Hamilton) یک منطقهٔ مسکونی در ایالات متحده آمریکا است که در شهرستان بون، کنتاکی واقع شده‌است.